# マルク・ブロック
マルク・ブロック（Marc Léopold Benjamin Bloch、1886年7月6日 - 1944年6月16日）は、フランスの歴史学者。アナール学派の初期の重要な代表者の1人。ストラスブール大学教授（1936年にパリ大学教授）。

## 経歴
父は古代史学者ギュスターヴで、リヨンに生まれる。各地の高校で教鞭をとった後、1919年ストラスブール大学の中世史教授となる。翌年に『王と農奴』により文学博士を取得。リュシアン・フェーヴルと共に、『社会経済史年報』を創刊。これによりアナール学派の基礎を築いた。日本の歴史学者である朝河貫一とも書簡を交わす等、交流があった。
第二次世界大戦が勃発すると、ブロックは当時53歳の高齢をおして出征。フランス降伏の後もレジスタンス運動を続けたが、故郷リヨンにおいてドイツ軍に捕縛され、銃殺刑に処せられた。

## 著書（邦訳）
- 『奇妙な敗北　フランス抵抗史家の日記』井上幸治訳（東京大学出版会, 1955年、新版1970年）
- 『歴史のための弁明　歴史家の仕事』讃井鉄男訳（岩波書店, 1956年、新版1980年）
- 『フランス農村史の基本性格』河野健二・飯沼二郎訳（創文社, 1959年）
- 『領地制史論』渡辺国広訳（慶應通信, 1969年）
- 『封建社会 1・2』新村猛・森岡敬一郎・大高順雄・神沢栄三 訳（みすず書房, 1973-77年、新版2006年）
- 『比較史の方法』高橋清徳訳（創文社, 1978年、講談社学術文庫, 2017年）
- 『西欧中世の自然経済と貨幣経済』森本芳樹訳（創文社, 1982年）
- 『封建社会』堀米庸三監訳（岩波書店, 1995年、新版2008年）
- 『王の奇跡　王権の超自然的性格に関する研究, 特にフランスとイギリスの場合』井上泰男・渡辺昌美訳（刀水書房, 1998年）
- 『歴史のための弁明　歴史家の仕事』松村剛訳（岩波書店, 2004年）
- 『奇妙な敗北　1940年の証言』平野千果子訳（岩波書店, 2007年）
- 叢書『アナール 1929-2010　歴史の対象と方法』
　エマニュエル・ル・ロワ・ラデュリ & アンドレ・ビュルギエール（フランス語版）監修
　浜名優美監訳（藤原書店, 2010年11月-2011年6月) 
  - 第I巻：1929-1945 「第1章：『アナール』創刊の辞　読者に (1929年)」(浜名優美訳)
「第6章：中世における金の問題 (金貨鋳造 / 銀の自給自足と金の欠乏 / 西方世界の金貨不足 / ベザント、マンクス、マラボタン / アラブ通貨の流通 / 模倣貨 / 金貨鋳造の再開 / 国際的な交換手段としての金 / 経済史は同時に社会史でなければならない, 1933年)」(平澤勝行訳) 
「第7章：水車の出現と普及 (回転石臼から製粉水車へ / 中世 ― 製粉水車の普及 / 手回し石臼から修道院、領主の製粉水車へ, 1935年)」(平澤勝行訳)
  - 第II巻：1946-1957 「第2章：古代奴隷制の終焉 (奴隷の供給源としての戦争 / 自由を得た奴隷 ― 神の法に反する奴隷制 / 自由の概念と隷属の概念の変化 / 「奴隷」という言葉の来歴, 1947年)」(平澤勝行訳)

## 関連文献
- キャロル・フィンク『マルク・ブロック　歴史のなかの生涯』 河原温訳、平凡社、1994年
- 二宮宏之『マルク・ブロックを読む』 岩波セミナーブックス、2005年／岩波現代文庫、2016年